# Naitō Kiyomasa
Naitō Kiyomasa est un nom japonais traditionnel ; le nom de famille (ou le nom d'école), Naitō, précède donc le prénom (ou le nom d'artiste).
Naitō Kiyomasa (内藤清政, Naitō Kiyomasa, 1603-1623) était un seigneur féodal (daimyo) au début de la période Edo. Il était le premier seigneur de la famille Naitō du domaine d'Awa-Katsuyama dans la province d'Awa. Il est la troisième (ou quatrième) génération de la branche du clan Naitō qui s'installe au Domaine de Takatō dans la deuxième moitié du XVIIe siècle.

## Biographie
Naitō Kiyomasa naît en 1603. il est le deuxième fils de Naitō Kiyonari, magistrat de Mikawa et du  Kantō. En 1617, il succède à son frère aîné Kiyotsugu, mort à 41 ans, et détient 26 000 koku dans les provinces de Sagami, Hitachi, Kamisusa et Shimōsa. En 1622, il est transféré dans les districts de Taira et Nagasa de la province d'Awa, où il gagne 4 000 koku supplémentaires, ce qui fait de lui un seigneur de 30 000 koku (il devient alors le seigneur d'Awa-Katsuyama).
Cependant, Kiyomasa meurt le 23 juillet de l'année suivante. Trois ans plus tard, son frère Masakatsu reçoit 20 000 koku en guise de succession de Kiyomasa et revient à Awa-Katsuyama. Mais il meurt lui aussi jeune et le domaine d'Awa-Katsuyama cesse d'être occupé par des daimyo pendant plusieurs décennies avant sa reprise par le clan Sakai en 1668.